# Vleeshuis (Lier)
Het Vleeshuis in Lier, in de Belgische provincie Antwerpen, is een voormalig gildehuis van de slagers uit 1418.
Door de eeuwen heen was het achtereenvolgens een gildehuis, lakenhal (voor de bouw van het huidige stadhuis), gerechtshof en gevangenis. Vandaag de dag is het een tentoonstellingsruimte in afwachting van een nieuwe functie.
Het vleeshuis is meerdere malen verbouwd. De huidige gevel werd na de Eerste Wereldoorlog in 1920 gereconstrueerd in neogotische stijl.
Voor het Vleeshuis bevindt zich de 'Verloren Kost', een middeleeuwse overwelfde waterput die bij de heraanleg van de Grote Markt in 2012 opnieuw werd blootgelegd. Hierbij bleek ook dat er zich een dichtgemetselde toegang tot de kelders van het Vleeshuis bevond.
Sinds 1980 is het Vleeshuis beschermd als monument.